# Sis
Sis (armensko Սիս, prečrkovano Sis) je bilo glavno mesto Armenskega kraljestva Kilikija. Masivni utrjeni kompleks se nahaja jugozahodno od sodobnega turškega mesta Kozan v provinci Adana. 

## Zgodovina

### Pozna bronasta doba

#### Hetitsko obdobje
V 2. tisočletju pr. n. št. je bil Sis eno od hetitskih naselij na kilikijski ravnini med gorovjem Taurus in sredozemsko obalo. 

### Kasnejša zgodovina
V 1. stoletju pr. n. št. je bil Sis očitno neutrjena vas v rimski provinci Druga Kilikija. Imeni Sisan ali Sisia se prvič omenjata v 5. in 6. stoletju n. št. v grških in latinskih virih. V letih 703–704 so bizantinski naseljenci odbili napad Arabcev, a so bili kmalu prisiljeni zapustiti mesto, ki je postalo mejna postojanka Abasidskega kalifata. Kalif al-Mutavakil je sredi 9. stoletja obnovil bizantinske utrdbe. Bizantinski cesar Nikefor II. Fokas je leta 962 ponovno zavzel Sis. Mesto je leta 1113 prešlo v posest armenskega rubenidskega barona Torosa I., ki je obnovil mesto.
Od poznega 12. do 13. stoletja je bil  grad med vladavino kraljev Leona I. in Hetuma I. znatno razširjen s 'palačo', stanovanjskimi stavbami, cerkvami in vrtovi. Wilbrand von Oldenburg, menih tevtonskega viteškega reda, ki je obiskal Sis leta 1212,  je našel popolno in dobro uveljavljeno prestolnico. Hetumovi ženi Zapel pripisujejo gradnjo bolnišnice leta 1241. Hetuma omenja fragment posvetilnega napisa v gradu.
Potem ko so trdnjavo Rumkale osvojili egiptovski Mameluki, je Sis postal rezidenca armenskega katolikosa. Leta 1266 so Mameluki mesto oropali in požgali. Leta 1275 so Mameluki ponovno obkolili mesto, a so jih armenske sile premagale. Stoletje pozneje, leta 1369, so Mameluki mesto ponovno osvojili, a so bili prisiljeni oditi. Mameluki so leta 1375 končno zavzeli mesto, ga izropali in požgali ter ujeli kralja in številne plemiče. S padcem Sisa je padlo tudi Armensko kraljestvo Kilikija, njegovo ozemlje pa je bilo priključeno Mameluškemu sultanatu. 
V začetku 20. stoletja so v Sisu še vedno živeli Armenci. Ohranjenih je bilo tudi več poznosrednjeveških stanovanjskih zgradb.
Sis je bil eno od največjih utrjenih mest v Levantu. Njegovo obzidje je bilo dolgo skoraj tri kilometre. Zidovi, stolpi, obokani podzidki, cisterne in stanovanjske stavbe so skrbno prilagojeni gubam visokega apnenčastega izdanka. Velika večina zgradb je zgrajena iz dobro obdelanega kamna, značilnega za armenske utrdbe. Obstajajo tudi fragmenti starejšega bizantinskega obzidja in vhodni hodnik na jugovzhodu, zgrajen med mameluško okupacijo. Na njem je napis v arabščini. Zaradi svoje strateške lege je Sis skupaj z gradovi v Andılu, Anazarbusu in Tumluju tvoril trden obrambni sistem.
Neposredno pod grajskim izboklino na jugovzhodu je velika terasa z ostanki več pomembnih cerkva in kapel v kompleksu patriarhov, vključno z baziliko sv. Sofije, ki jo je zgradil kralj Hetum I., in cerkvijo sv. Gregorja Razsvetljenca iz 18. stoletja. Ena od kapel, Kara Kilise, ima ohranjeno apsido in šilasti obok nad ladjo.